# Санномыск
Санномы́ск — село в Хоринском районе Бурятии. Административный центр сельского поселения «Кульское».

## География
Расположено на левой надпойменной террасе Уды (в 1 км к югу от основного русла реки), при впадении в неё речки Малый Тарбагатай, в 29 км к западу от районного центра, села Хоринск, по северной стороне региональной автодороги 03К-011 Верхнеталецкий тракт.

## Население
| 2002 | 2010 |
| ---- | ---- |
| 437  | ↘408 |

## Инфраструктура
Средняя общеобразовательная школа, детский сад, почтовое отделение.

## Происхождение названия
Бытует легенда, что мыс получил свое название Санный или Сонный по историческому событию, произошедшему в 1891 году, когда цесаревич Николай, который путешествовал по Сибири, заночевал на этом мысе. Охраняли его казаки Сибирского войска — и за то, что сон его никто не потревожил, мыс и был назван Сонным (Санным). По этой же легенде деревня, расположенная рядом с этим мысом, была переименована в Санномыск. До этого, она, якобы, носила название Горячкино. По исследованиям материалов Государственного архива Республики Бурятии города Улан-Удэ ни в одном документе, начиная со второй половины XVI века, не упоминается такое название села. Но по Клировой ведомости Кульской Спасской церкви есть упоминание деревни Санномыск в 1864 году. Таким образом, можно предположить, что, скорее всего, мыс получил своё название от деревни, возле которой он располагался.